# 日本国憲法第60条
日本国憲法第60条（にほんこく（にっぽんこく）けんぽうだい60じょう）は、日本国憲法の第4章にある条文で、衆議院の予算先議権、予算議決に関する衆議院の優越について規定している。

## 条文
日本国憲法、e-Gov法令検索。

第六十条
1. 予算は、さきに衆議院に提出しなければならない。
2. 予算について、参議院で衆議院と異なつた議決をした場合に、法律の定めるところにより、両議院の協議会を開いても意見が一致しないとき、又は参議院が、衆議院の可決した予算を受け取つた後、国会休会中の期間を除いて三十日以内に、議決しないときは、衆議院の議決を国会の議決とする。

## 沿革

### 大日本帝国憲法
東京法律研究会 p.13-19

第六十五條豫算ハ前ニ衆議院ニ提出スヘシ
第七十一條帝國議會ニ於テ豫算ヲ議定セス又ハ豫算成立ニ至ラサルトキハ政府ハ前年度ノ豫算ヲ施行スヘシ

### 憲法改正要綱
「憲法改正要綱」、国立国会図書館「日本国憲法の誕生」。

二十五参議院ハ衆議院ノ議決シタル予算ニ付増額ノ修正ヲ為スコトヲ得サル旨ノ規定ヲ設クルコト
三十第七十一条ノ規定ヲ改メ予算不成立ノ場合ニハ政府ハ会計法ノ定ムル所ニ依リ暫定予算ヲ作成シ予算成立ニ至ルマテノ間之ヲ施行スヘキモノトシ此ノ場合ニ於テ帝国議会閉会中ナルトキハ速ニ之ヲ召集シ其ノ年度ノ予算ト共ニ暫定予算ヲ提出シ其ノ承諾ヲ求ムルヲ要スルモノトスルコト

### マッカーサー三原則（マッカーサー・ノート）
マッカーサー3原則（「マッカーサーノート」） 1946年2月3日、国立国会図書館「日本国憲法の誕生」。

The feudal system of Japan will cease.No rights of peerage except those of the Imperial family will extend beyond the lives of those now existent.No patent of nobility will from this time forth embody within itself any National or Civic power of government.Pattern budget after British system.

訳文は、「高柳賢三ほか編著『日本国憲法制定の過程：連合国総司令部側の記録による I』有斐閣、1972年、99頁」を参照。

3. 日本の封建制度は廃止される。貴族の権利は、皇族を除き、現在生存する者一代以上には及ばない。華族の地位は、今後どのような国民的または市民的な政治権力を伴うものではない。予算の型は、イギリスの制度に倣うこと。

### GHQ草案
「GHQ草案」、国立国会図書館「日本国憲法の誕生」。

#### 日本語
第八十条
国会ハ予算ノ項目ヲ不承認、減額、増額若ハ却下シ又ハ新タナル項目ヲ追加スルコトヲ得
国会ハ如何ナル会計年度ニ於テモ借入金額ヲ含ム同年度ノ予想歳入ヲ超過スル金銭ヲ支出スヘカラス

#### 英語
Article LXXX.
The Diet may disapprove, reduce, increase or reject any item in the budget or add new items.
The Diet shall appropriate no money for any fiscal year in excess of the anticipated income for that period, including the proceeds of any borrowings.

### 憲法改正草案要綱
「憲法改正草案要綱」、国立国会図書館「日本国憲法の誕生」。

第五十五
予算ハ前ニ衆議院ニ提出スベキコト
予算ニ関シ参議院ニ於テ衆議院ト異リタル議決ヲ為シタル場合ニ於テ、法律ノ定ムル所ニ依リ両議院ノ協議会ヲ開クモ仍意見一致セザルトキハ衆議院ノ決議ヲ以テ国会ノ決議トスルコト

### 憲法改正草案
「憲法改正草案」、国立国会図書館「日本国憲法の誕生」。

第五十六条
予算はさきに衆議院に提出しなければならない。
予算について、参議院で衆議院と異なつた議決をした場合に、法律の定めるところにより、両議院の協議会を開いても意見が一致しないとき、又は参議院が、衆議院の可決した予算を受け取つた後、国会休会中の期間を除いて四十日以内に、議決しないときは、衆議院の議決を国会の議決とする。

### 帝国憲法改正案
「帝国憲法改正案」、国立国会図書館「日本国憲法の誕生」。

第五十六条
予算は、さきに衆議院に提出しなければならない。
予算について、参議院で衆議院と異なつた議決をした場合に、法律の定めるところにより、両議院の協議会を開いても意見が一致しないとき、又は参議院が、衆議院の可決した予算を受け取つた後、国会休会中の期間を除いて四十日以内に、議決しないときは、衆議院の議決を国会の議決とする。